# デザレー・ウェスト
デザレー・ウェスト（Desiree West）は、1970年代から80年代にかけて活躍したアメリカ合衆国の元ポルノ女優。

## 来歴
ウェストは1973年にポルノ映画界にデビューした。彼女は初のアフリカ系アメリカ人のポルノスターの1人であった。彼女は1980年に引退したが、1980年代を通して散発的に映画に出演している。
現役時代、ウェストはもっぱら脇役を演じていたが、2004年に、ウェストの出演シーンを編集した『Double-D Soul Sister: A Desiree West Collection』がリリースされたとき、彼女はついに主役の座に就くことができた。
1990年代半ば、XRCOはウェストをXRCO殿堂のメンバーに加え、その栄誉を讃えた。

## 出演作の一部
- 1975年 - 『USAスーパーポルノ (Fantasy In Blue)』
- 1976年 - 『ジェニファー・ウェルズ/ホール・タッチアップ (Sweet Cakes)』
- 1976年 - 『ポルノアメリカ/指を濡らす女 (Tapestry Of Passion)』
- 1977年 - 『ヒップ・アップ/欲情 (Expectations)』
- 1977年 - 『エクスタシー・スペシャル (V-The Hot One)』
- 1977年 - 『セックス・ワールド (SexWorld)』
- 1979年 - 『アネット・ヘブンのディープ・スローター (Female Athletes)』
- 1981年 - 『エログランプリP.T.A. (Vista Valley PTA)』